# 神と奴隷の誕生構文
『神と奴隷の誕生構文』（かみとどれいのシンタックス）とは、電撃文庫（アスキー・メディアワークス）より刊行されている、宇野朴人による日本のライトノベルである。イラストはきくらげ。2010年5月より刊行されている。

## あらすじ
世界と世界が意図的に互いに干渉・支配することが可能になった世界。そんなことが知られていない世界、エナ・ガゼ。そこでは、額に角を持つ有角種が、翼を持つ有翼種に侵略されていた。敗色が濃くなってゆく自軍に対し、国民の命と引き換えに、君主セレィの首が切られようとした時、一人の『若き神』が舞い降りた。失った友と交わした｢これ以上他世界の歴史を壊させない｣という約束を果たすために。
突然現れた存在に不審を抱き、意見が衝突するセレィ。しかし、彼の語る『干渉』の恐ろしさを知り、次第に与するようになる。こうして、神と奴隷の誕生構文(シンタックス)が幕を開ける。

## 世界観
複数の世界が同時に存在する、いわゆる多元宇宙。
発展界
現実において先進国のように生命・文化が発展した世界の事を指す。また、その優れた技術で未発達の世界を開発という名目で植民地化させているが、昨今ではそのやり方に疑問を呈する者も多い。
植民界
発展界よりもはるかに原始的で遅れた文化を持つとされた世界に、発展界が強制的に干渉し、物資の生産などに特化させた世界の事。そのため、干渉前の独自の文化はほぼすべて消滅し、そこに住む知的生命体(人間とは限らない)は文字通り『奴隷』と化す。
神
基本的な定義としては、地球界を含む複数の世界で存在を保持でき、その存在が古くから示唆されている者を指す。また、一部ではその伝承が重複している部分もあり、それによる混乱をなくすため、存在が古い者から順に番号が与えられ、識別されている。
越界者 (メタフィジックス・Meta Physics)
人間でありながら、ほかの世界を行き来しても存在が消失しない人間。誰でもなれるが、そのためには過酷な訓練と強い意志が必要である。

## 登場人物

### 主要人物
セレィ・メル・ロケィラ
額に角を持つ有角種の国、ロケィラの女皇。皇位継承権14位ながら、13人の兄全員が戦死したことから皇位を継承することとなった。国民の事を第一に考え、そのためなら、自らの身までもを投げ打とうとする意志の強さを持ち、恩と礼儀を大切にする。一方でその頑固さや意思のせいで逆に兵士を危険に晒したこともあり、罪悪感に苛まれることも多い。
奄倉信（おおくら　しん）
この世界、エナ・ガゼを他世界からの干渉と侵略から守るためにやってきた導神。現地では、導神と同じ意味を持つ「クルァシン」もしくはそのまま「導神」と言われている。
もともとは、発展界きっての複合企業『奄倉エンタープライズ』の御曹司だったが、外界留学していた友人から送られたテープを見て、発展界の植民界の扱い方に絶望・憎悪し、以降、植民界保全のために祖武神の元へ弟子入りし、およそ70年の修業を経て神となる。
これ以上植民界を増加させないようにと行動しているが、その度に自分こそ世界に干渉しているのではないかという疑問に苦悩している。

### ロケィラ
メリェ
セレィの乳兄弟で、侍女。神の供物として育てられ、その義務から、奄倉に付き添う。が、人懐っこく、忠誠心が強すぎて空回りすることも…。
コリォ・サリマニュイ
背に翼を持つ有翼種の女性の斥候。敵国ロケィラとの国境にある城砦に勤務していたが、自身が偵察に出ている間に城砦が降伏し、報復しようとしたところをセレィに捕らえられた。
サリマニュイの名からセレィの異父妹だと判り、以後セレィに付き添っている。

### オルワナ
キュリマイェ
オルワナの王で初老の女性。
ダラィオン・ゴラ・ヌクサンカ
海将。陽気で、好戦的な人物だが、やや思慮に欠ける。

### アヌビシア
ネレィク・シフォンロット・シャリオン
アヌビシアの王。思慮深く、勇敢な人物。国の長として他国と触れ、その度に裏切られてきたことから外部の人間を信じない。そのため、クルァシンと初めて会った時も彼が神であることを信じなかった。
サーリャ・ラプスェトエナシェ
情報伝達の要職である「大央聴」の筆頭候補の少女。国境付近の貧しい村に生まれ、幼い頃から「聴士」の英才教育を受け、半ば大央聴になることを義務付けられる。また、普段からその訓練と保護のために大きな耳当てをしている。

### 発展界
アリーシア・ヤストターカス
故人。奄倉の友人の女性で、異世界人。大企業ヤストターカスの娘で、地球に留学していたが、奄倉と同じくして、植民界のテープを見、自身がそれに加担したこと、それを隠していたことから一時奄倉と絶交してしまう。その後、奄倉の考えに同調して植民地保全に参加するが、それを快く思わない人間らに殺される。
ガブリオルト・クイングス・ヤストターカス
齢192歳のエナ・ガゼ植民界化政策の筆頭株主。彼の二つ名であるクイングスとはアルマダートの言語で『植民王』を指す。また、『王』の名の通り、膨大な資産を持ち、神さえも保有する。
マクトル・ビィンレイジ・ドルトン
アルマダート三大企業の一つ、ドルトン社の社長。
ライラ・フレキネット・テレバ
同じく三大企業の一つ、テレバ社の女社長。

### 神・神狩り部隊
暴神オルデンダラィム
MP36。地球で言われる、｢ポセイドン｣のことで、巨大な男性の姿をとる。戦いを好み、それ以外に全く興味を持っていない。他世界でも同様の存在が古くから信仰されており、相当な力を持つ。
祖武神ユンフェイ
奄倉信が弟子入りした神。見た目は幼い少女の姿を取っている。
ルダ・ガイラン
「最強の神殺し」の通り名を持つ、神狩り部隊最強の男。常に冷静沈着で無口。任務遂行のためなら手段を選ばない。

## 用語解説

### 国家・大陸
ゴルォグンナ大陸
エナ・ガゼ唯一の大陸。方角によって、東方5国・中陸8国・西栄12国の計3つの地域25カ国が存在している。
ゴルォグンナの由来は大陸そのものの形が人の「左腕」のようでありここの言葉でそのことを指す。
ロケィラ
有角種が発展させた国家。農耕・畜産が盛んであるが、あまり鉱物資源は取れない。王制をとっている。
オルワナ
有翼種が発展させた国。ロケィラとは逆に漁業が盛んである。
アヌビシア
オルワナの隣国で、過去一度も他国の侵略に屈したことがない。国境付近には水包樹が大きな森を形成しており鎖国状態が続いている。鉱産資源が豊富。しかし、土地が農耕・畜産に不適で貿易もないため、地域での格差が大きくなっている。
　また、発達した耳を情報伝達に用いる「聴士」を各要所に置き、見張らせている。
トルキォストル
中陸最東端の有角種による国家。風土の影響から、狩猟を主に行う。
長爪種と牙種の一部を支配下におさめている。

### 民族・文化
ユルフィネク-有角種-
額に大きな角を持つ人種。双角神ユルフィネイクを祖として崇めている。ロケィラを拠点として発展している。また、その角を相手の皮膚にあてることでその人の心を「視る」精神感応を行える。騎馬が得意で、白兵戦に長けている。
クロトア-有翼種-
背に大きな翼を持つ人種。オルワナを中心に発展している。大規模な海戦を得意とする。
メルキェーナ-盲種-
目が見えない種族。その代わりに耳が凄まじく発達している。また、たまに目が見える子供も生まれるが｢忌子｣と忌諱され、その場合は目を潰すしきたりとなっている。主にアヌビシアを中心に発達している。
イゼイリグ-長爪種-
発達した爪を用い、裁縫を得意とする。
ヤシュタルガ-牙種-
犬歯が非常に鋭く、そこからは麻痺性の毒を分泌することができる。これによって、狩猟などを行ってきた。

### 発展界
アルマダート
発展界最大の世界。植民界政策をいちはやく推進し、発展した世界。この世界の平均寿命は160歳と人間よりはるかに長生きでもある。
地球　(アース)
発展界の一世界。アルマダートが発見した時にはすでに介入の余地なく発達しきっており、『利益なし』として入札が断念され、発展界入りする。
神狩り部隊 (ヴェル・グルン)
植民化政策の先遣隊。反乱分子の制圧、および現地社会の破壊を主とし、基本的に2人組となって派遣される。

## 既刊一覧
- 宇野朴人（著）・きくらげ（イラスト）、アスキー・メディアワークス〈電撃文庫〉、既刊3巻（2011年1月10日現在）
  - 『神と奴隷の誕生構文』、2010年5月10日発売[1]、ISBN 978-4-04-868551-1
  - 『神と奴隷の誕生構文II』、2010年10月10日発売[2]、ISBN 978-4-04-868973-1
  - 『神と奴隷の誕生構文III』、2011年1月10日発売[3]、ISBN 978-4-04-868973-1